# Штрауб, Филипп Якоб
Филипп Якоб Штрауб (нем. Philipp Jakob Straub; 30 апреля 1706 года, Визенштайг — 26 августа 1774, Грац) — австрийский художник немецкого происхождения: скульптор и декоратор южно-немецкого барочно-рокайльного стиля. Младший брат Иоганна Баптиста Штрауба.

## Жизнь и творчество
Филипп Якоб происходил из семьи художников; его отец Иоганн Георг Штрауб (1664—1755) был плотником, резчиком по дереву, позолотчиком и живописцем. У него было четверо братьев: Иоганн Баптист Штрауб (1704—1784), Йозеф, Иоганн Георг младший и Франц Антон; все они прошли обучение столярному и резному делу в мастерской отца.
Благодаря поддержке старшего брата Филипп Якоб поступил в Венскую академию изобразительных искусств. После окончания учёбы, в 1733 году, Штрауб поселился в Граце. Он женился на вдове Иоганна Якоба Шоя и, таким образом, смог взять на себя управление его мастерской. Благодаря первым успехам Штрауб был назначен скульптором Судебной палаты.
Между 1750 и 1752 годами Штрауб тесно сотрудничал со своим племянником по материнской линии Францем Ксавером Мессершмидтом. Он также поддерживал тесный контакт с братом Йозефом, который руководил его мастерской в Марбурге-ан-дер-Драу.
Штрауб быстро нашёл свой собственный скульптурный стиль. Например, в ангелах главного алтаря Мариахильфкирхе в Граце он соединил «стремительный настрой южной Германии» с «обузданным пафосом», обычным в Штирии.
Наряду с Йозефом Штаммелем и Фейтом Кёнигером Штрауб является одним из самых выдающихся скульпторов Штирии.

## Галерея

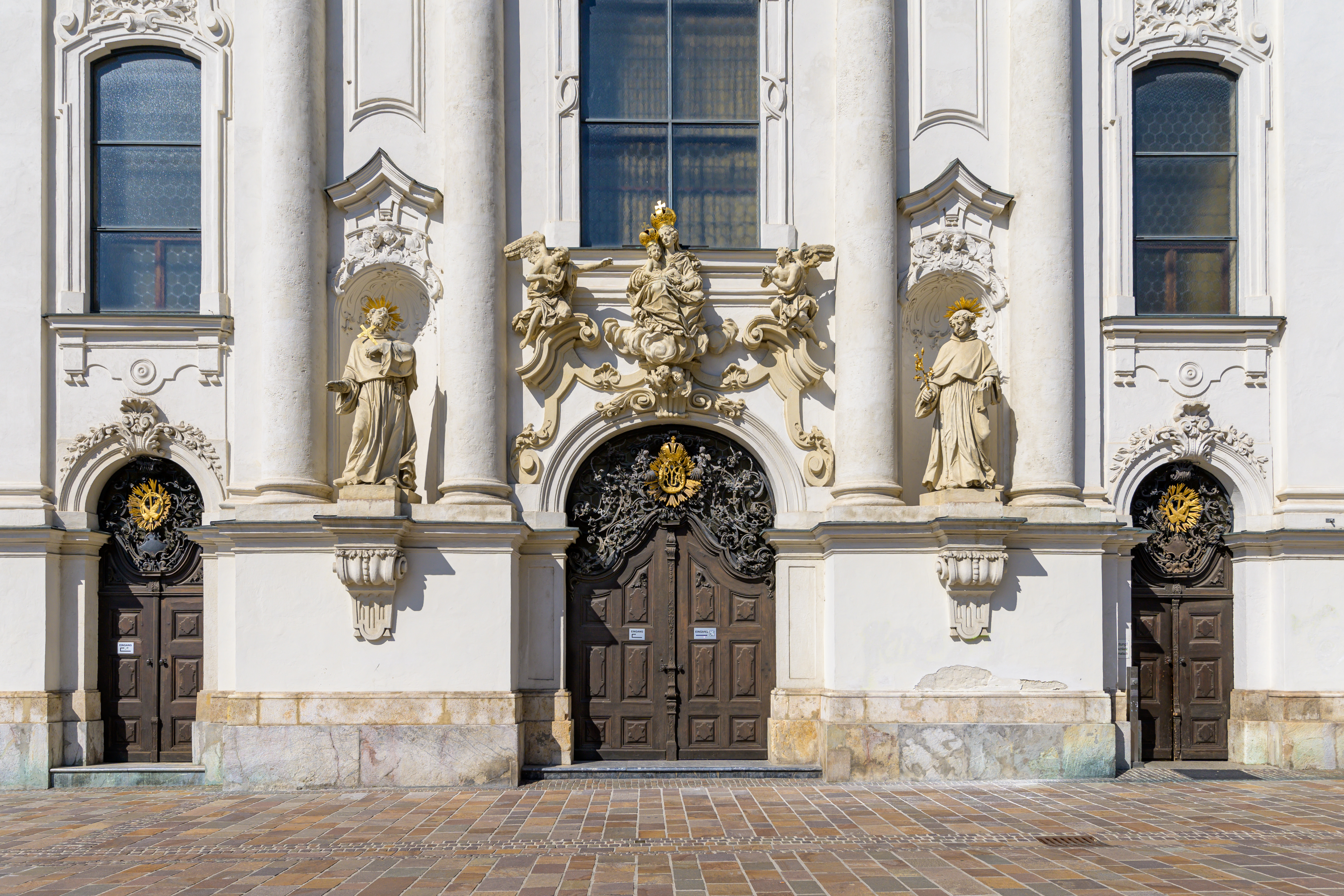
Портал церкви Марии-Помощницы. Между 1742 и 1744. Грац
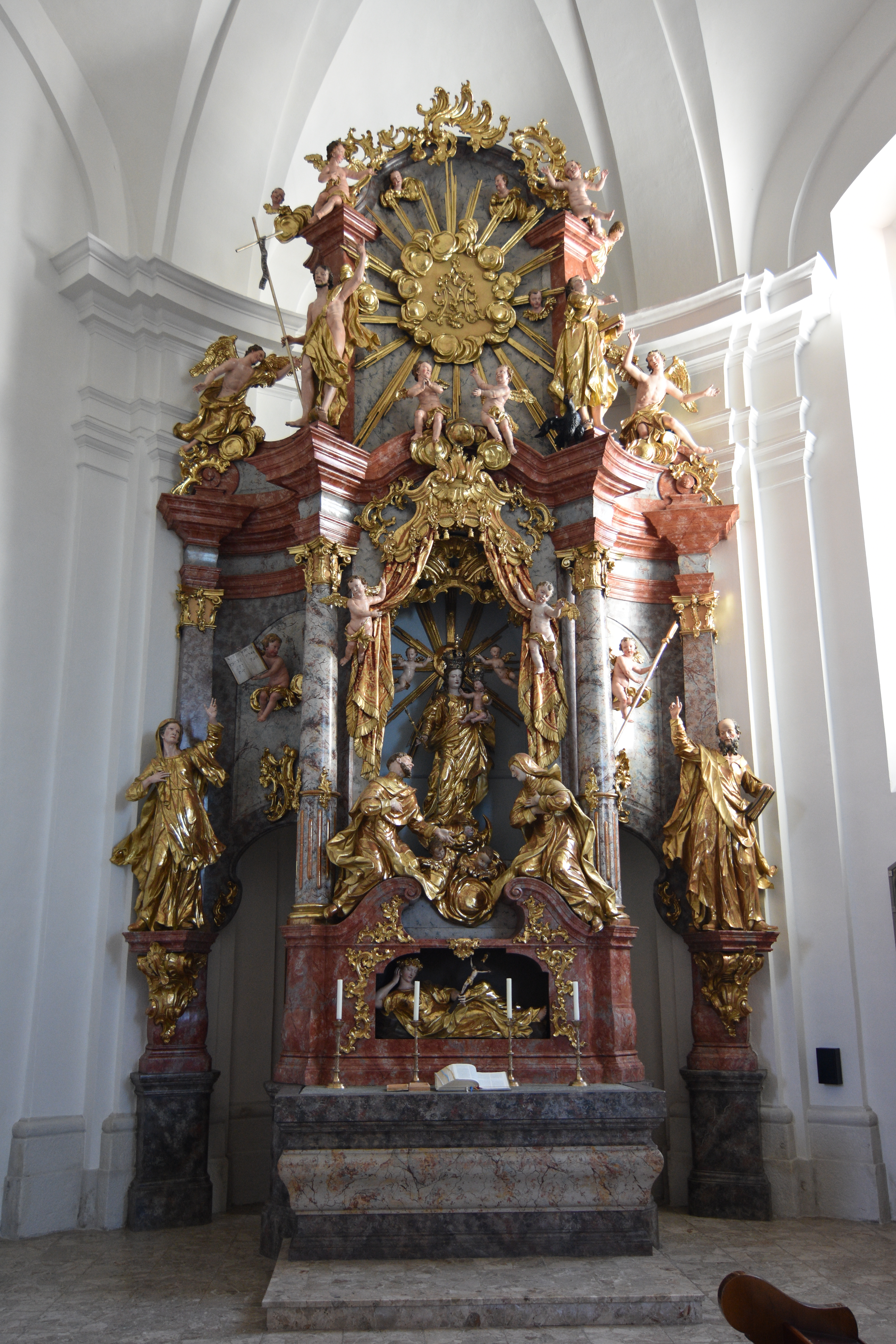
Алтарь. Приходская церковь Святых Петра и Павла. Биркфельд, Штирия, Австрия
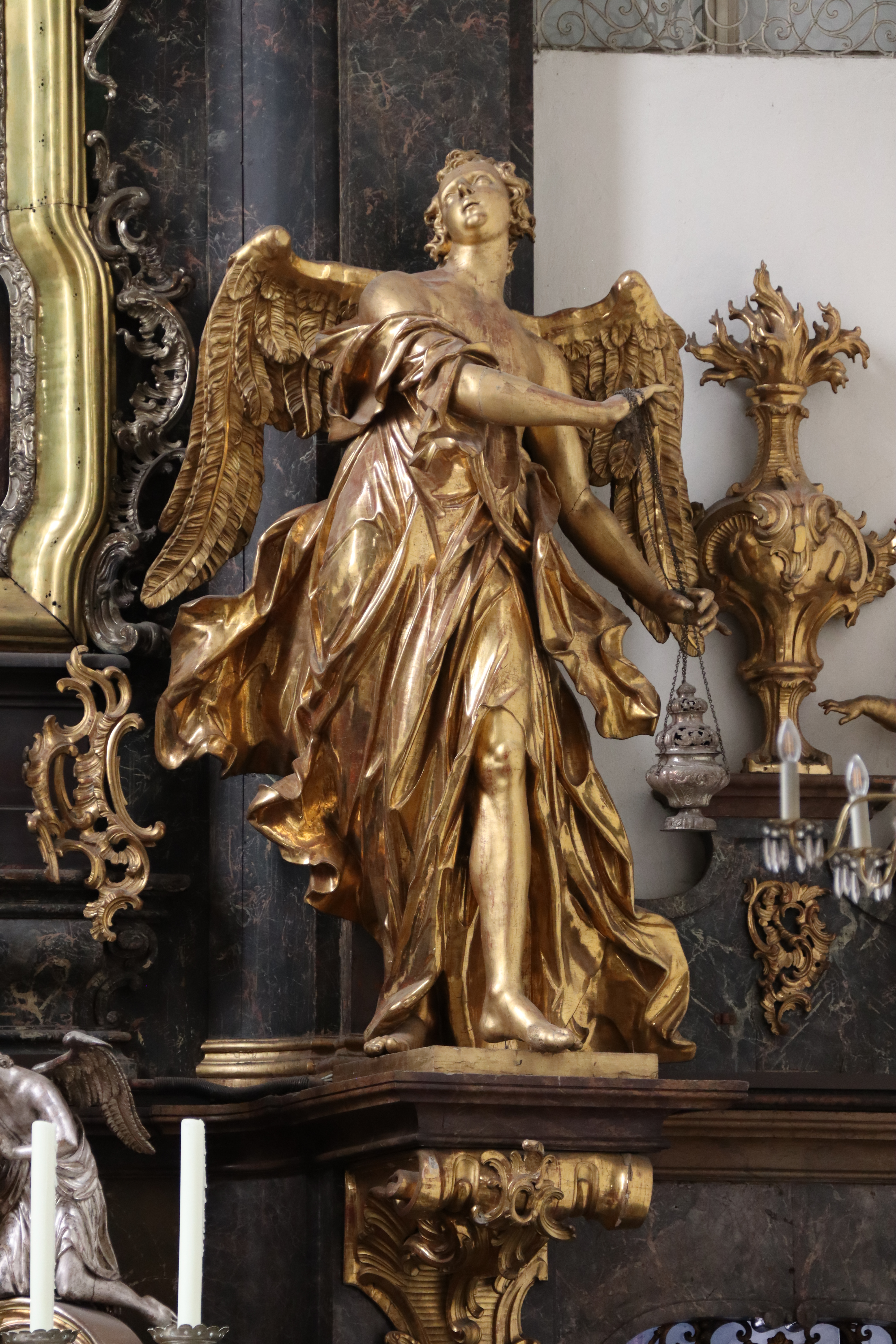
Статуя ангела. Церковь Марии-Помощницы
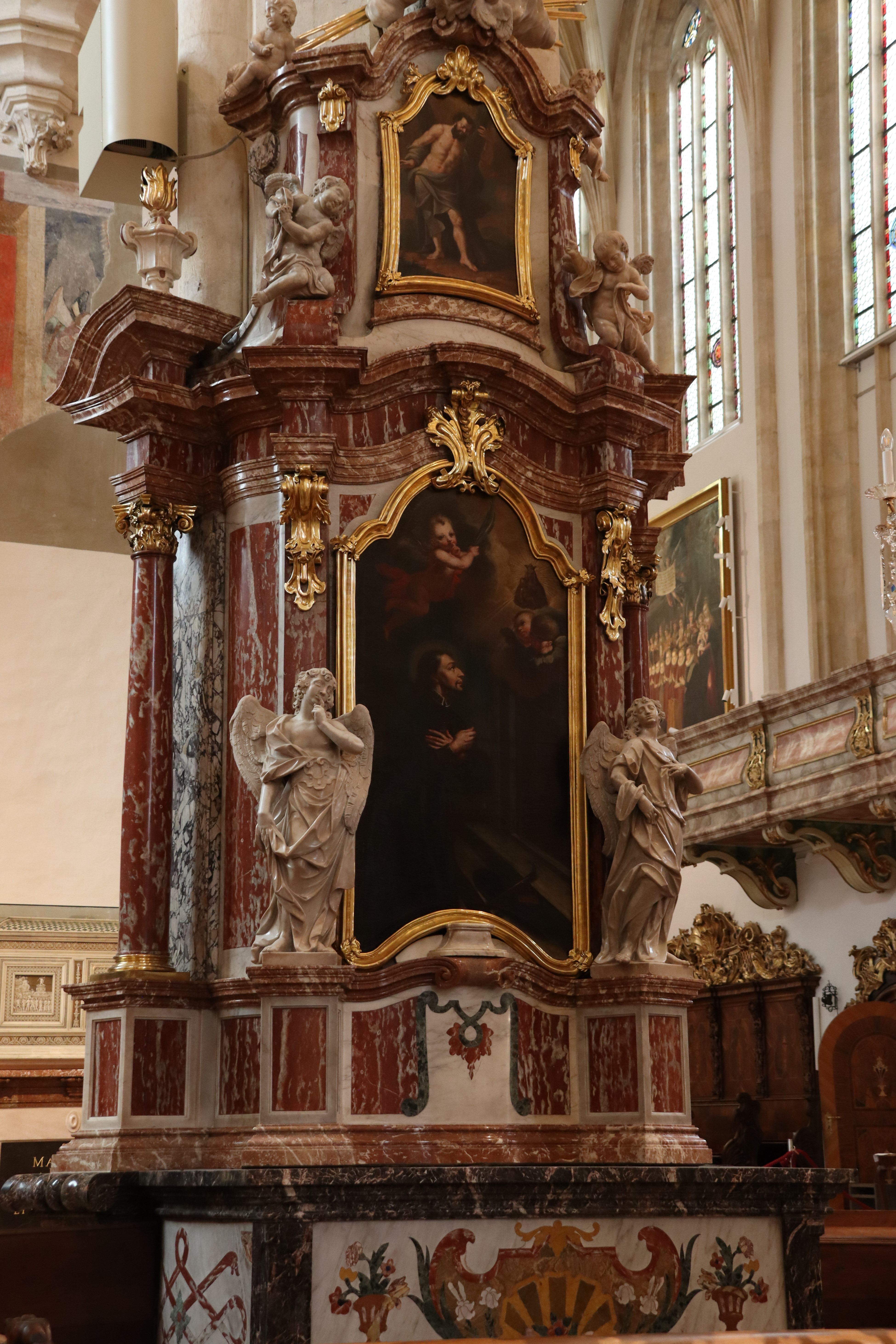
Алтарь Святого Иоганна Непомука. Собор в Граце. 1744
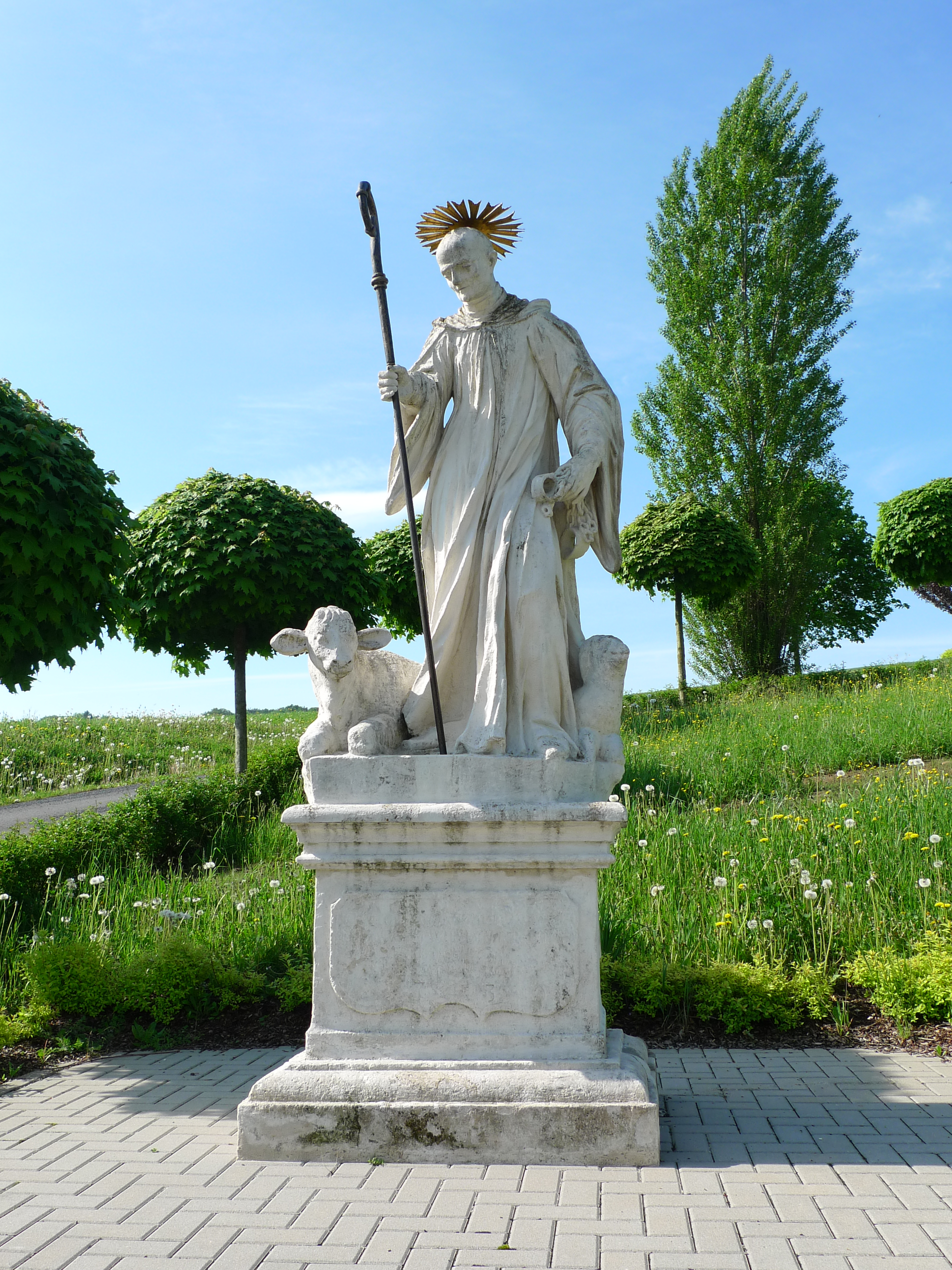
Святой Стефан. Розенталь, Штирия